# Selago albida
Selago albida är en flenörtsväxtart som beskrevs av Jacques Denys Denis Choisy. Selago albida ingår i släktet Selago och familjen flenörtsväxter. Inga underarter finns listade i Catalogue of Life.